# Lopaphus suwinae
Lopaphus suwinae is een insect uit de orde Phasmatodea en de  familie Diapheromeridae. De wetenschappelijke naam van deze soort is voor het eerst geldig gepubliceerd in 2000 door Seow-Choen.